# Pere Brichfeus i Terns
Pere Brichfeus i Terns   (Castellterçol, 1670 - Viena, 1724) fou un militar català durant la Guerra de Successió Espanyola.

## Biografia
Va néixer a Castellterçol en el si d'una de les famílies importants de la vila: el pare era paraire i negociant. En ser el vuitè fill, i el tercer mascle, marxà de primer a estudiar: obtingué el Doctorat en Lletres, i després es casà a Terrassa, on figura al voltant de l'any 1700 entre els pagesos rics del seu moment.
Enfrontat amb el poder establert a la vila terrassenca, on dominaven els borbònics, adoptà la causa austriacista i sufragà un regiment de voluntaris per defensar la causa de l'arxiduc Carles. El Consell de Cent de Barcelona, com era costum en aquell moment, li concedí el grau de coronel, amb tots els drets que això comportava.
Pere Brichfeus es va convertir en coronel del regiment de cavalleria Pere de Bricfeus que va sufragar ell mateix, i per això rebé la patent de coronel sense ser militar de carrera. Lluità a la Guerra de Successió, sempre al costat del seu amic Francesc Busquets i Mitjans, de la part forana de Terrassa, coronel d'infanteria, Ermengol Amill, Joan Vilar i Ferrer, i molts d'altres, sota el comandament d'Antoni Desvalls i de Vergós, Marquès del Poal, del qual ja no se separà fins a la capitulació de Cardona, el 18 de setembre del 1714.
Després de la capitulació, s'exilià a Viena, encara al costat dels anteriorment esmentats, i lluità contra els turcs als Balcans, juntament amb molts altres integrants d'aquest exèrcit català de l'interior.
Els seus descendents, però, tornaren a la vila natal del pare, i s'hi establiren almenys durant tres generacions. El fill, el net i el besnet foren notaris de Castellterçol. Tots ells utilitzaren ja habitualment la hac en el cognom: Brichfeus, seguint la moda ortogràfica generalitzada en aquell moment de fer acabar amb aquesta lletra tots els noms que acabessin en consonant o tinguessin dues consonants juntes: Joseph, Bosch, Domènech...
A la Guerra Gran (1794) tornà a sortir un Brichfeus, cap de guerrillers, lluitant contra els francesos.